# Folklorismus
Termín folklorismus byl zaveden v roce 1962 badatelem H. Moserem, ale počátky folklorismu lze nalézt už dříve.
Folklorismus se pojí se slovem folklor, od kterého byl odvozen, avšak jeho význam je jiný a označuje život lidové kultury v jiném prostředí než v původním.
Je to tzv. druhotný život folkloru, případně folklor z druhé ruky. Je to existence, využití, adaptace a přeměna tradičních lidových prvků do nového kulturního a společenského prostředí. Nositel folklorismu tak již není z původní tradiční lidové kultury. Folklorismus se v tomto novém prostředí rozšiřuje do větší části kultury, tzv. masové kultury.
K tomu mu pomáhají masmédia neboli hromadné sdělovací prostředky. Termínem folklorismus můžeme označovat adaptaci folklorních látek v literatuře, časopisech, rozhlase, televizi, divadle, dále například venkovské slavnosti, které se slaví ve městě, tradiční pokrmy připravované v restauracích apod.
Znakem folklorismu je jeho cílené uchovávání a další rozvíjení. Folklorismus tak plní funkci uměleckou, zábavní, společenskou a reprezentativní.
Může mít i charakter politický nebo nacionální, kdy se jeho prostřednictvím hlásíme ke konkrétní skupině. Tento jev se objevuje v českých zemích od 19. století, dále výrazněji narůstal ke konci 50. let 20. století, kdy se zakládaly lidové soubory a vznikaly festivaly lidových písní a tanců.
Badatelé rozdělují folklorismus na přímý a nepřímý:
- přímý v přirozené komunikaci napodobuje nebo nahrazuje autentické folklorní jevy
- nepřímý je svázaný s moderními médii a jejich okamžitým, širokým dopadem v oblasti umění i v každodenním životě.

## Rozdíly mezi folklórem a folklorismem
| Folklór                               | Folklorismus                                               |
| ------------------------------------- | ---------------------------------------------------------- |
| Kontaktní komunikace                  | Technická komunikace a institucionální organizovanost      |
| Neformální a spontánní život folklóru | Vědomá stylizace folklóru                                  |
| Současné projevy folklóru             | Folklorismus dává přednost archaickým jevům lidové kultury |
| V malých sociálních skupinách         | Projev masové kultury                                      |
| Je variabilní                         | Vyznačuje se uniformitou                                   |
| Spontánnost                           | Institucionální, usměrňovaný a organizovaný                |